# Holland juhászkutya
A holland juhászkutya egy terelőkutya fajta, amelyet a holland pásztorok és gazdák használtak előszeretettel, akiknek egy sokoldalú, igénytelenül tartható, a zord és erőforrásokban szegény körülményekhez könnyen alkalmazkodó kutyafajtára volt szükségük.

## Történet

### Az észak-európai juhászkutyák eredete
A holland juhászkutyát, mint egy a Hollandia történelmi régiójának vidéki részein (amely magában foglalja a mai Holland Királyságot is) élő természetes juhászkutya fajtát fedezték fel. Amikor 1898-ban megírták az első fajtaszabványt, a bundája még bármilyen színű lehetett, 1914-ben azonban úgy döntöttek, hogy csak a tigriscsíkos (brindle) színváltozatot engedélyezik, hogy ezzel is megkülönböztessék a fajtát az arra akkoriban nagyon hasonló németjuhásztól és belga juhászkutyától. A holland juhászkutya az elmúlt közel 100 évben szinte változatlan maradt: a belga juhász és a német juhászkutya fajtáktól a fajtaszabványban meghatározott részletek különböztetik meg, elsősorban a fej.

### Funkció
A holland juhászkutya eredetileg vidéki pásztorkutya volt. A hollandok a korai időktől kezdve szántóföldi kultúrával rendelkeztek, amelyen birkanyájakat legeltettek. A kutyáknak egyben kellett tartaniuk a nyájat, ugyanakkor távol kell tartaniuk a veteményektől, amit az utak és szántóföldek mentén járőrözve tettek meg. Elkísérték továbbá a nyájat a legelőkre, piacokra és kikötőkbe.
A tanyán távol tartották a tyúkokat a veteményestől, összeterelték a teheneket fejésre, de húzták a tejeskocsikat is és riasztották a gazdákat, ha a tanya területére idegenek érkeztek. 1900 körül a juhnyájak nagy része azonban eltűnt Hollandiából. A holland juhászkutyák sokoldalú képességeik folytán azonban alkalmasak voltak a kutyakiképzésre, amely ekkor kezdett népszerűvé válni: ettől kezdve rendőrkutyának, kereső- és nyomkövető kutyának, valamint vakvezető kutyáknak képezték ki és használták őket, azonban a mai napig megőrizték terelőösztönüket.

### A kihalás szélén
A holland juhászkutya populációja a modern gazdálkodási technikák elterjedése következtében nagy mértékben lecsökkent, amely miatt már nem nagyon volt szükség juhászkutyákra, és az 1940-es és 1950-es években a fajta szinte teljesen kihalt. A második világháború Hollandiában véget vetett a legtöbb kutyafajta tenyésztésének: a kutyák éhen haltak, vagy a német hadsereg vitte őket Németországba. Sok vérvonal kihalt.
A háború után újraindult a tenyésztés, és a génállomány diverzifikálásához vérfrissítésre volt szükség. Néha ismeretlen eredetű kutyákat is használtak. A belga malinois-t egy ideig használták, de később ezt abbahagyták, mert a két fajtának másak a tulajdonságai, így a célközönsége is. 1959-ben a fajtaklub engedélyével egy belga Laekenois -t használtak a drótszőrű fajta bővítésére. Idővel a fajta népszerűsége nőtt, és más országokra is átterjedt.
Ma a holland juhászkutya még mindig  igen ritka fajtának számít. A Holland Fajtaklub arra ösztönzi a minimális standard követelményeknek megfelelő kutyák tulajdonosait, hogy tenyésszék őket, és iránymutatásokat fogalmaznak meg számuk növelésére és a génállomány diverzifikálására, a fajta egészségének megőrzése mellett.

## Leírás

### Küllem

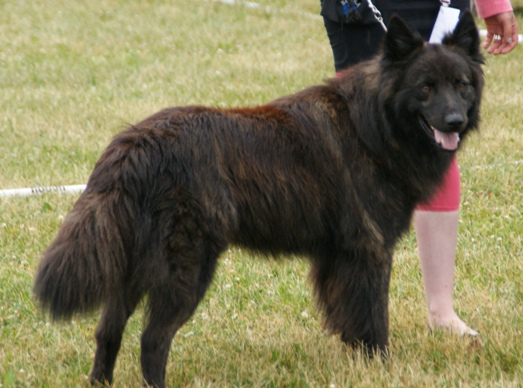
Hosszúszőrű holland juhászkutya

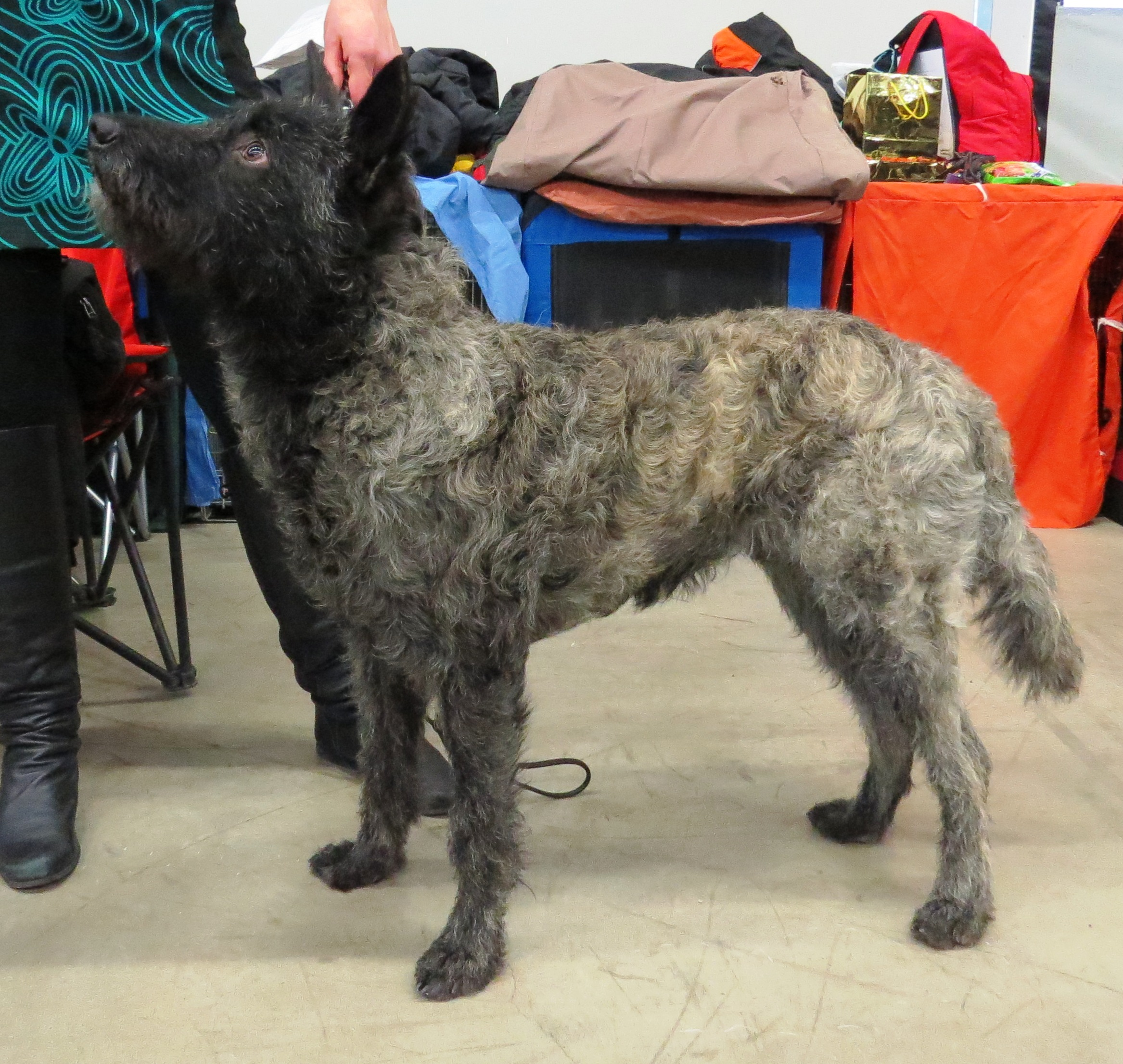
Drótszőrű holland juhászkutya

A holland juhászkutya közepes méretű, közepes súlyú, izmos felépítésű, kiegyensúlyozott felépítésű kutya.  Átlagos súlya 23-32 kg, marmagassága pedig 55-63 cm között változik. A szőrzettől függően  fajtán belül  megkülönböztetünk rövidszőrű, hosszúszőrű és drótszőrű változatokat.

Rövidszőrű: a teljes testen rövid, erőteljes, jól záró szőrzet jellemzi, gyapjas aljszőrzettel. A nyakszirt, a far és a faroktő jól kivehető.
Hosszúszőrű: A teljes testet hosszú, egyenes, jól illeszkedő, tapintásra kemény szőrzet fedi, mely nem göndör sem hullámos, és amely alatt gyapjas aljszőrzet található. Hangsúlyos a nyakszirt és a far. A farkat bőséges szőr fedi. A fej, a fülek, a mancsok és a hátsó lábak a csánktól lefelé sűrű, rövid szőrrel fedettek. A mellső lábak hátulja erőteljes szőrzettel fedett, a szőrhossz a mancsokhoz közelítve rövidül, ún. "tollas".  A fül nem rojtos.
Drótszőrű: Tömör, durva bozontos szőr és tömör, gyapjas, sűrű aljszőrzet fedi a teljes testet, kivéve a fejet. Az alsó- és felső ajkakat dús szőr fedi, a bajusz, a szakáll és a bozontos, kemény szemöldökök kifejezettek, de nem túlzóak, tapintásuk nem puha. A koponyát és  pofákt fedő szőrzet kevésbé erőteljes. Oldalról úgy tűnik, mintha a többi szőrváltozathoz képest a koponya szögletesebb lenne, azonban ez csak illúzió. Kívánatos ez erőteljes combhát. A farkat teljes hosszában szőrzet fedi. A tigriscsíkos színezet kevésbé kivehető a bozontos szőrzet miatt. 

### Színek
Tigriscsíkos (brindle): az alapszín arany vagy ezüst, amely törtfehér, világos homokbézstől vöröses gesztenyebarnáig terjedhet. Az igazi "ezüst" tigriscsíkos változat igen ritka, mivel a túl sok fehéret hibának tartják. A csíkos mintázat a test egészén jól kivehető: látszik a nyakszirten, a combháton és a farkon is. A túl sok fekete szintén nem kívánatos. A fekete arcmaszk preferált. Az erőteljes fehér foltok a mellkason vagy a lábakon szintén nem kívánatosak.

## Vérmérséklet
A holland juhászkutyák hűségesek, megbízhatóak, éberek, függetlenek, intelligensek, spontánok és igen magas energiaszinttel rendelkeznek. Az engedelmesség és a kiképzés terén elképesztően kiemelkedő eredményeket lehet elérni velük. Igazi juhászkutya jellemükből adódóan nagyon jól dolgoznak együtt a gazdájukkal, és önállóan is megbirkóznak a rájuk bízott feladatokkal, valamint más kutyákkal is jól együttműködnek, mindezt anélkül, hogy túl agresszívak vagy félénkek lennének. Erős jellemük van, és ez a fajta önállóság az ősi pásztorkutya múltjukból ered.

## Egészség
Összességében véve nagyon egészséges fajta, de mint minden esetben, itt is fontos, hogy megbízható tenyészetből válasszunk egyedet. A Holland Kennelklub 2008 óta minden egyeddel kapcsolatos egészségügyi panaszt rögzít, illetve tenyésztésbe vonás előtt is többféle szűrővizsgálat elvégzését javasolják. A diszplázia jelen van, bár a német juhászkutyánál sokkal kevésbé jellemzően, továbbá a hosszú szőrű változatot pajzsmirigy alul működésre, míg a drótszőrű változatot goniodiszpláziára kell szűrni.

## Ápolás
A rövidszőrű változat bundájának ápolása egyszerű, kizárólag alkalmankénti fésülést igényel. Ez alól kivételt képez évente kétszer, tavasszal és ősszel a vedlési időszak, amikor a dupla aljszőrzet miatt napi fésülés ajánlott. A hosszúszőrű változat bundája heti ápolást igényel, de a tereptől és az igénybevételtől függően ez akár ennél gyakoribb is lehet. A drótszőrű változatot hetente egyszer alaposan át kell kefélni, és évente egyszer az elhalt szőrt tövestől el kell távolítani.

## Kutyás sportok
A holland juhászkutya egy magas energiaszintű, de sokoldalú fajta, így sokféle tevékenységben érhet el kiemelkedő sikereket, így például agilityben, engedelmességi tréningben (obedience), flyballban, személykeresésben, szarvasgomba keresésben, súlyhúzásban, kutyás futásban (canicross), bikejöringben, stb. Nemzetközileg arról a legjobban ismertek, hogy a holland rendőrség a KNPV program keretében rendőrkutyaként használja őket. A KNPV kitüntetésekkel rendelkező holland juhászkutyák világszerte keresettek a rendőrségekben és a hadseregben, mint munkakutyák, ugyanakkor a kutyás sportokban és a személyvédelemben is kiemelkedőek.

## Fordítás
- Ez a szócikk részben vagy egészben  a   Dutch Shepherd című angol Wikipédia-szócikk ezen változatának fordításán alapul.  Az eredeti cikk szerkesztőit annak laptörténete sorolja fel. Ez a jelzés csupán a megfogalmazás eredetét és a szerzői jogokat jelzi, nem szolgál a cikkben szereplő információk forrásmegjelöléseként.

## További irodalom
- Allemaal 'Hollanders', herdershonden van eigen bodem. Nederlandse Herdershonden Club, Utrecht (2011). ISBN 978-90-6455-681-4 http://www.hollandseherder.nl/
- The Dutch Breeds. Raad van Beheer Association http://www.raadvanbeheer.nl/en/registration-and-ordering/how-to-order-the-book-dutch-breeds/

## Külső hivatkozások
- Tenyészklubok
  - Amerika Holland Juhászkutya Klub – UKC National Breed Club
  - Amerikai Dolgozó Holland Juhászkutya Szövetség
  - Amerikai Holland juhászkutya Szövetség
  - Holland fajtaklub – Nederlandse Herdershonden Club
  - Információ a holland juhászkutya fajtáról
  - Hungária Holland Juhászkutya Klub

## Kapcsolódó szócikk
- Kutyafajták listája